# Seznam chráněných území v okrese Stropkov
Toto je seznam chráněných území v okrese Stropkov aktuální k roku 2015, ve kterém jsou uvedena chráněná území v oblasti okresu Stropkov.
| Kód  | Obrázek | Typ | Název                | Rozloha (ha) | Galerie Commons | Popis území                                          | Souřadnice                       |
| ---- | ------- | --- | -------------------- | ------------ | --------------- | ---------------------------------------------------- | -------------------------------- |
| 1131 |         | CHA | Driečna              | 0,38         |                 | Slatiniště s výskytem vachty trojlisté               | 49°18′48″ s. š., 21°47′53″ v. d. |
| 1276 |         | CHA | Horný tok Chotčianky | 2,56         |                 | Horní tok Chotčianky s výskytem židoviníku německého | 49°18′42″ s. š., 21°47′49″ v. d. |